# 蔣志太
蔣志太（1929年—），祖籍山東省安邱縣，出生於青島，中華民國軍人、武術家。
蔣志太畢業於陸軍參大，憲兵上校退役。他是八極拳名師劉雲樵的軍系弟子，精通八極拳、楊氏太極拳、太極刀、楊門短棍，曾任中華民國太極拳總會副理事長，新北市太極拳協會理事長，新北市武術委員會主任委員，台灣武術競技協會副理事長（武術六段、太極拳九段），從事太極拳推廣教學。

## 生平

### 早期生涯
蔣志太祖籍山東省安邱縣，出生於青島，自小於家鄉習練彈腿，1946年在青島參加軍中體育搏擊訓練。
抗戰勝利的1946年3月，報考憲兵十一團，為第三營入伍，稍後編為憲兵第十八團。1948年7月晉升班長，隨軍遷至台灣。他在台參加軍事院校體育班，隨潘文斗學摔跤、擒拿及拳術。1963年從劉雲樵習練八極拳、陳氏太極拳。

### 七海警衛分遣組時期
1970年，時任行政院副院長的蔣經國訪問美國遇刺，促成了七海警衛分遣組的成立。在侍警衛人員的口中，要求蔣經國先生配備安全人員，是故總統蔣中正先生的意思，七海侍警衛分遣組的組織架構、人員的培訓與教育，一開始也是從蔣中正總統的侍警衛室「分遣」而來，之後才有正式編制。
七海侍警衛分遣組的組織逐漸完備，約在1970到80年代之間，也就是蔣經國先生擔任行政院副院長、院長，一直到擔任總統時。1971到82年在七海寓所，擔任侍警衛分遣組副組長的蔣志太(第一批七海侍警衛人員)，對於元首人身安全做出了重大貢獻。

### 退休生涯
1982年憲兵上校退休，共計服役36年。退休後從章文明先生習練楊氏太極拳、器械及推手。1983年擔任台北縣太極拳協會常務理事及訓練組組長，成立太極拳教練訓練班，致力於太極拳推廣教學。
1993年擔任台北縣太極拳協會理事長，台北縣武術委員會主任委員，台灣省太極拳，武術及武術競技協會常務理事，太極拳總會常務監事及教練與法規委員會主任委員等職，把台北縣太極拳協會建立成台灣教練最多，會員最多，組織最大的太極拳單位。每年率領台北縣武術太極拳選手參加台灣省運動會，區運會，全運會及國際中華盃，中正盃等比賽擄獲團體冠軍。
1997年組團參加在黑龍江哈爾濱市舉辦的全國中老年人太極拳大賽。2002年當選中華民國太極拳總會副理事長。2010年太極拳總會第9、10屆副理事長屆任滿後，從事八極拳、摔跤、擒拿、太極拳等教學，並擔任台北縣太極拳專任教授，事蹟載入《中華太極人物誌》（當代中國傳統武術名人名家辭典）。
2011年第11、12屆新北市太極拳總會名譽理事長。

## 榮譽
軍職時期共獲計19枚獎勳章: 
1. 服務勤奮著有成績 三星寶星獎章
2. 忠誠勤敏卓著勳勞 忠勤勳章
3. 服務努力著有成績 景風乙種獎章
4. 服務勤奮著有成績 五星寶星獎章
5. 服務成績優良 干城甲種二等獎章
6. 服務勤奮著有成績 六星寶星獎章
7. 服務努力著有成績 景風甲種獎章
8. 五十七年終射擊比賽著有成績 二等射擊獎章
9. 忠誠勤敏卓著勳勞 忠勳一星勛章
10. 六十一年終射擊比賽著有成績 一等射擊獎章
11. 服務五年以上考績甲上 六等雲麾勛章
12. 服務努力著有成績 弼亮甲種獎章
13. 服務努力著有成績 金甌甲種獎章
14. 服務工作績效優異 五等雲麾勛章
15. 服務努力著有成績 陸光甲種獎章
16. 服務努力著有成績 景風甲種一星
17. 忠誠勤敏卓著勳勞 二星忠勤勛章
18. 服務努力著有成績 弼亮甲種一星
19. 工作努力積滿三大功 金甌甲種一星

## 著作
- 《我在蔣經國身邊的日子》
- 《青島沙嶺莊故事前後集》

## 弟子
蔣志太的弟子分成兩大系統，其一是太極拳弟子，其二是八極拳系統。而學生張修程（無拜師）兼學其術。

## 資料來源
1. ↑  台灣光華智庫：一命酬知己 七海侍衛官
2. ↑  後備憲兵論壇：七海侍警衛分遣組
3. ↑  七海八極拳
4. 1 2  新北市太極拳總會
5. ↑   邱催忠. . 中國: 中國社會出版社. 2004年8月: 十二畫. ISBN 7-5087-0168-2.
6. ↑   . 中國: 中國社會出版社. 2008年.

## 外部連結
- 讀蔣志太「我在蔣經國身邊的日子」有感 ＊ 陸炳文 （页面存档备份，存于）
- 台灣光華雜誌Taiwan Panorama | 一命酬知己 七海侍衛官 （页面存档备份，存于）
- 後備憲兵論壇：七海侍警衛分遣組